# 张柔墓
张柔墓，位于中国河北省保定市满城区岗头村，1982年7月23日公布为河北省文物保护单位，2006年5月25日公布为第六批全国重点文物保护单位。